# Plerochila
Plerochila is een geslacht van wantsen uit de familie van de Tingidae (Netwantsen). Het geslacht werd voor het eerst wetenschappelijk beschreven door Carl John Drake in 1954.

## Soorten
Het genus bevat de volgende soorten:

- Plerochila arushiaca Duarte Rodrigues, 1982
- Plerochila australis (Distant, 1904)
- Plerochila chara Drake & Ruhoff, 1964
- Plerochila eumepes Drake & Ruhoff, 1964
- Plerochila faceta (Drake, 1958)
- Plerochila horvathi (Schouteden, 1907)
- Plerochila madagascariensis Duarte Rodrigues, 1982
- Plerochila nigeriana Duarte Rodrigues, 1978
- Plerochila nigricornis Linnavuori, 1977
- Plerochila nimia Drake & Ruhoff, 1964
- Plerochila pallens (Horváth, 1915)
- Plerochila principis Duarte Rodrigues, 1982
- Plerochila rutshurica Schouteden, 1954
- Plerochila schmitzi Duarte Rodrigues, 1978
- Plerochila shashamanna Linnavuori, 1977
- Plerochila tzitzikamana (Drake, 1956)
- Plerochila zululandana Drake, 1953